# 纵带髭鲷
岸上氏髭鯛，又稱縱帶髭鯛，俗名打鐵婆，為輻鰭魚綱鱸形目石鱸科的一個種。

## 分布
本魚分布於西太平洋區，包括日本南部、中國東海、南海、台灣、菲律賓、越南、印尼、新幾內亞、澳洲北部、馬里亞納群島、馬紹爾群島、密克羅尼西亞、新喀里多尼亞、帛琉、諾魯、所羅門群島等海域。

## 深度
水深5至50公尺。

## 特徵
魚體體型近長方形，吻稍尖突，體暗褐色，體側有4條暗色縱帶，其中第三條在眼部位置，背鰭鰭棘部和軟條部幾乎不相連，其中以第四枚鰭棘最強，臀鰭則以第二棘最強。尾鰭略圓，末端顏色稍深。背鰭硬棘11枚、軟條14枚；臀鰭硬棘3枚、軟條8枚。體長可達30公分。

## 生態
本魚棲息在沿岸沙泥底質水域，屬於肉食性，以甲殼類、魚類為食。

## 經濟利用
為美味的食用魚，紅燒、煎食、煮湯皆適宜。